# Danau Belidang
Danau Belidang is een bestuurslaag in het regentschap Lahat van de provincie Zuid-Sumatra, Indonesië. Danau Belidang telt 445 inwoners (volkstelling 2010).